# آيت حمو إيدير (مزروفة آيت حمو إيدير)
آيت حمو إيدير هو دُوَّار يقع بجماعة مقام الطلبة، إقليم الخميسات، جهة الرباط سلا القنيطرة في المملكة المغربية. ينتمي الدوّار لمشيخة مزروفة آيت حمو إيدير التي تضم 3 دواوير. يقدر عدد سكانه بـ 1532 نسمة حسب الإحصاء الرسمي للسكان والسكنى لسنة 2004.

## وصلات خارجية
- البوابة الوطنية للجماعات الترابية
- المندوبية السامية للتخطيط